# 의왕도시공사
의왕도시공사는 경기도 의왕시에 있는 지방공기업이다.